# Ağbulaq (Khojavend)
Pour les articles homonymes, voir Aknaghbyur.
Ağbulaq est un village d'Azerbaïdjan situé dans le raion de Khojavend. De 1993 à 2020, c'était une communauté rurale de la région d'Hadrout dans la république du Haut-Karabagh sous le nom d'Aknaghbyur (en arménien : Աղաբեկալանջ). 

## Histoire
À l'époque soviétique, Aknaghbyur fait partie du district d'Hadrout au sein de l'oblast autonome du Haut-Karabagh.
De 1993 à 2020, la localité est une communauté rurale de la région d'Hadrout, dans la république du Haut-Karabagh.
Au cours de la deuxième guerre du Haut-Karabagh, le village passe sous le contrôle des forces azerbaïdjanaises le 16 octobre 2020, ce qui est confirmé par les autorités arméniennes.

## Démographie
En 2005, la population s'élevait à 330 habitants.